# Список екорегіонів Камеруну
Нижче наводиться список екорегіонів в Камеруні, згідно Всесвітнього Фонду дикої природи (ВФД).

## Наземні екорегіони
за основним типом середовищ існування 

### Тропічні та субтропічні вологі широколисті ліси
- Конголезькі прибережні ліси
- Ліси Камерунського нагір'я
- Кросс-Санаго-Біокські прибережні ліси
- Гірські ліси Камеруну та Біоко
- Рівнинні ліси Північно-Західного Конго

### Тропічні і субтропічні луки, савани і чагарники
- Східносуданська савана
- Гвінейська лісосавана
- Рідколісся Мандарського плато
- Лісосавана Північного Конго
- Сахель

### Затоплювані луки і савани
- Затоплювані савани озера Чад

### Мангри
- Центральноафриканські мангри

## Прісноводні екорегіони
за біорегіоном

### Ніло-Судан
- Водосбор Чаду

### Західне екваторіальне узбережжя
- Центрально-західне екваторіальне узбережжя
- Північно-західне екваторіальне узбережжя
- Західні екваторіальні кратерні озера

### Конго
- Санга

## Морські екорегіони
- Центральна затока Гвінеї